# Claude Baland
Pour les articles homonymes, voir Baland.
Claude Baland né le 12 août 1950 à Saint-Léger-le-Petit (Cher), est un haut fonctionnaire français. Il a terminé sa carrière en tant que préfet hors-classe. Il a quitté la carrière préfectorale pour devenir un des directeurs du groupe Renault. 
Depuis le 25 juin 2020, Claude Baland est le président bénévole de la Fédération française des banques alimentaires.

## Biographie
Marié, père de deux enfants, il commence sa carrière comme instituteur en 1968, mais poursuit ses études et décroche l'agrégation de géographie en 1976, puis intègre l'École nationale d'administration en 1981 (promotion Solidarité). Il en sort en 1983, chef des services de la formation et du recrutement des personnels de police de Clermont-Ferrand. En 1987, il devient secrétaire général de la préfecture des Ardennes. Deux ans plus tard, il est chargé de mission auprès du directeur de l'administration territoriale et des affaires politiques au ministère de l'Intérieur. L'année suivante, toujours au même ministère, il est chef du bureau du management du corps préfectoral et des administrateurs civils. En 1991, il est nommé sous-préfet de Mantes-la-Jolie (Yvelines). De 1994 à 1998, il est sous-directeur du corps préfectoral et des administrateurs civils au ministère de l'intérieur. Puis, il est nommé préfet délégué pour la défense auprès du préfet de la zone de défense Ouest, préfet d'Ille-et-Vilaine et préfet de la région Bretagne. En 1999, il est nommé préfet du Gers, avant d'être détaché en 2001 comme directeur de l'administration de la police nationale.
En 2004, il est nommé préfet de Meurthe-et-Moselle en remplacement de Jean-François Cordet qu'il remplace en juillet 2007 à la tête de la préfecture de la Seine-Saint-Denis. Il apprend la nouvelle de sa nomination en plein débat au conseil général de Meurthe-et-Moselle ; le président du conseil général Michel Dinet le félicite : « Vous avez été un bon préfet disponible et à l'écoute ». Nommé en décembre 2008 préfet de la région Languedoc-Roussillon, préfet de l’Hérault, il y remplace Cyrille Schott.
Il est nommé Directeur général de la Police Nationale le 30 mai 2012, et remplace à ce titre Frédéric Péchenard, en poste depuis le 11 juin 2007.
Le 2 juin 2014, il est nommé à la présidence du Conseil supérieur de l’administration territoriale de l’État (Csate), l’instance qui évalue et conseille les préfets et les sous-préfets en poste territorial, prenant la suite du préfet Jean-Marc Rebière, en place depuis 2009. Il laisse sa place de DGPN à Jean-Marc Falcone, ancien commissaire principal devenu ensuite sous-préfet et préfet.
En avril 2015, il devient directeur de la prévention et de la protection chez Renault,, poste qu'il quitte en septembre 2019.
Le 25 juin 2020, Claude Baland est élu président bénévole du réseau des Banques Alimentaires Françaises.

## Décorations
- Commandeur de la Légion d'honneur Il est promu commandeur le 13 juillet 2014. Il était officier du 21 mars 2008, et chevalier du 22 mars 1996.
- Commandeur de l'ordre national du Mérite  Il est promu commandeur par décret du 14 novembre 2011[11]. Il était officier du 14 novembre 2001.